# Henry Cort
Henry Cort (Lancaster, 1741 – Hampstead, 1800) è stato un ingegnere britannico.
Nel 1784 brevettò un nuovo sistema di puddellaggio per rimescolare efficacemente nuovi materiali.